# Gilbert Brownstone
 (août 2015).
Si vous disposez d'ouvrages ou d'articles de référence ou si vous connaissez des sites web de qualité traitant du thème abordé ici, merci de compléter l'article en donnant les références utiles à sa vérifiabilité et en les liant à la section « Notes et références ».
Gilbert Brownstone, né à New York en 1938, est un directeur de musées, galeriste, amateur d'art et écrivain, créateur de la Fondation Brownstone.

## Biographie
Il fait ses études supérieures en France où il s'installe en 1967[réf. souhaitée]. 
Il fait sciences-po, puis entre aux hautes études de la Sorbonne et suit des cours d'histoire de l'art[réf. souhaitée].
En 1967, il travaille au musée d'art moderne de Paris, dans la section Art contemporain[source secondaire nécessaire]. 
Tout en travaillant au Musée d'Art Moderne de la Ville de Paris, il participe[évasif] à la conception et au commissariat d'expositions d'artistes tels que Arakawa (janvier 1969), Kowalski (avril 1969), Edward Kienholz, Andy Warhol, Lucio Fontana, Joseph Kosuth, Jesús Rafael Soto, Panamarenko, entre autres[source secondaire nécessaire]. 
En 1974, il est nommé directeur du musée Picasso à Antibes, puis conservateur du Musée d'Israël à Jérusalem[réf. nécessaire]. 
Quelques années plus tard, dans les années 1980, Gilbert Brownstone ouvre sa propre galerie à Paris, appelée Gilbert Brownstone & Cie., à travers laquelle il promeut la tendance de l'art minimal à Paris[réf. nécessaire].
En 1999, il crée la Fondation Brownstone avec pour objectif la promotion de la justice sociale à travers la culture[source secondaire nécessaire].
En outre, Gilbert Brownstone a fait d'importantes donations[évasif][Interprétation personnelle ?] à des musées et institutions tels que le Centre Pompidou, le Norton Museum of Art et le Musée National des Beaux-Arts de Cuba. 
En 2011, Brownstone a donné au peuple cubain[pas clair] un ensemble de 138 sérigraphies représentant des artistes tels que Picasso, Marcel Duchamp, Alexander Calder et Joan Miró.

## Décorations honorifiques
- Commandeur des Arts et Lettres[réf. nécessaire]
- Officier de l'Ordre du Mérite[1]
- Distinction pour la culture nationale (Cuba)[réf. nécessaire]
- Medalla de la amistad (Cuba)[réf. nécessaire]